# NGC 5832
NGC 5832 (również PGC 53469 lub UGC 9649) – galaktyka spiralna z poprzeczką (SBb), znajdująca się w gwiazdozbiorze Małej Niedźwiedzicy. Odkrył ją William Herschel 16 marca 1785 roku.